# 哈尔滨职业技术大学
哈尔滨职业技术大学，是一所位于中华人民共和国黑龙江省哈尔滨市的公办综合性高等职业院校。2002年，哈尔滨市经济管理干部学院、哈尔滨市建设职工大学、哈尔滨市财贸职工大学、哈尔滨市职工轻工学院、哈尔滨市科技职工大学、哈尔滨市机电职工大学、哈尔滨机电工程学校等七所院校合并组建哈尔滨职业技术学院。2018年，哈尔滨市职工医学院并入哈尔滨职业技术学院。2024年6月，中华人民共和国教育部批准哈尔滨职业技术学院为升格为本科层次的哈尔滨职业技术大学。

## 院系设置
- 医学院[3]
  - 护理专业
  - 生物制药技术专业
  - 药品生产技术专业
  - 食品营养与检测专业
- 机电工程学院[4]
  - 工业机器人技术专业
  - 风力发电工程技术专业
  - 城市轨道交通机电技术专业
  - 机电一体化技术专业
  - 电气自动化技术专业
  - 模具设计与制造专业
  - 焊接技术与自动化专业
  - 机械制造与自动化专业
  - 数控技术专业
  - 飞机机电设备维修专业
- 电子与信息工程学院[5]
  - 软件技术专业
  - 云计算技术及应用专业
  - 计算机网络技术专业
  - 电子信息工程技术专业
  - 移动通信技术专业
  - 动漫制作技术专业
- 汽车学院[6]
  - 汽车检测与维修技术专业
  - 汽车营销与服务专业
  - 新能源汽车技术专业
  - 汽车电子技术专业
- 建筑工程学院[7]
  - 道路桥梁工程技术专业
  - 建筑工程技术专业
  - 工程造价专业
  - 建筑设计专业
  - 工程测量技术专业
- 会计金融学院[8]
  - 会计信息管理专业
  - 会计专业
  - 财务管理专业
  - 审计专业
- 现代服务学院[9]
  - 物流管理专业
  - 连锁经营管理专业
  - 电子商务专业
  - 市场营销专业
  - 旅游管理专业
  - 酒店管理专业
  - 空中乘务专业
  - 城市轨道交通运营管理专业
  - 国际邮轮乘务管理专业
- 艺术与设计学院[10]
  - 人物形象设计专业
  - 服装与服饰设计专业
  - 数字媒体艺术设计专业
  - 影视多媒体技术专业
  - 环境艺术设计专业
  - 视觉传播设计与制作专业
  - 广告设计与制作专业
  - 家具艺术设计专业